# Torneo de Ginebra 2022
El Gonet Geneva Open 2022 fue un torneo de tenis de la ATP en la categoría de ATP Tour 250. Se disputó entre el 15 y el 21 de mayo de 2022 sobre polvo de ladrillo en el Tennis Club de Genève en Ginebra (Suiza).

## Distribución de puntos
| Modalidad            | Campeón | Finalista | Semifinales | Cuartos de final | 2ª ronda | 1ª ronda | Clasificados | 2ª ronda de clasificación | 1ª ronda de clasificación |
| Individual masculino | 250     | 165       | 100         | 50               | 25       | 0        | 13           | 7                         | 0                         |
| Dobles masculino     | 250     | 150       | 90          | 45               | 20       | 0        | -            | -                         | -                         |

## Cabezas de serie

### Individuales masculino
| Tenista              | Ranking | Preclasificado |
| Daniil Medvédev      | 2       | 1              |
| Casper Ruud          | 10      | 2              |
| Denis Shapovalov     | 16      | 3              |
| Reilly Opelka        | 17      | 4              |
| Nikoloz Basilashvili | 25      | 5              |
| Tommy Paul           | 34      | 6              |
| Federico Delbonis    | 39      | 7              |
| Aleksandr Búblik     | 41      | 8              |

- Ranking del 9 de mayo de 2022.[2]

### Dobles masculino
| Tenista                           | Ranking | Preclasificado |
| Nikola Mektić Mate Pavić          | 10      | 1              |
| Jamie Murray Bruno Soares         | 38      | 2              |
| Marcelo Arévalo Jean-Julien Rojer | 49      | 3              |
| Santiago González Andrés Molteni  | 62      | 4              |

## Campeones

### Individual masculino
Casper Ruud venció a  João Sousa por 7-6(7-3), 4-6, 7-6(7-1)

### Dobles masculino
Nikola Mektić /  Mate Pavić vencieron a  Pablo Andújar /  Matwé Middelkoop por 2-6, 6-2, [10-3]